# Edgar Burgess
Edgar Richard Burgess (Londra, 23 settembre 1891 – Tangeri, 23 aprile 1952) è stato un canottiere britannico.

## Palmarès

### Olimpiadi
- 1 medaglia:
  - 1 oro (Stoccolma 1912 nell'otto)